# Dol (miasto Stari Grad)
Dol – wieś w Chorwacji, w żupanii splicko-dalmatyńskiej, w mieście Stari Grad. W 2011 roku liczyła 311 mieszkańców.